# Подієвий туризм

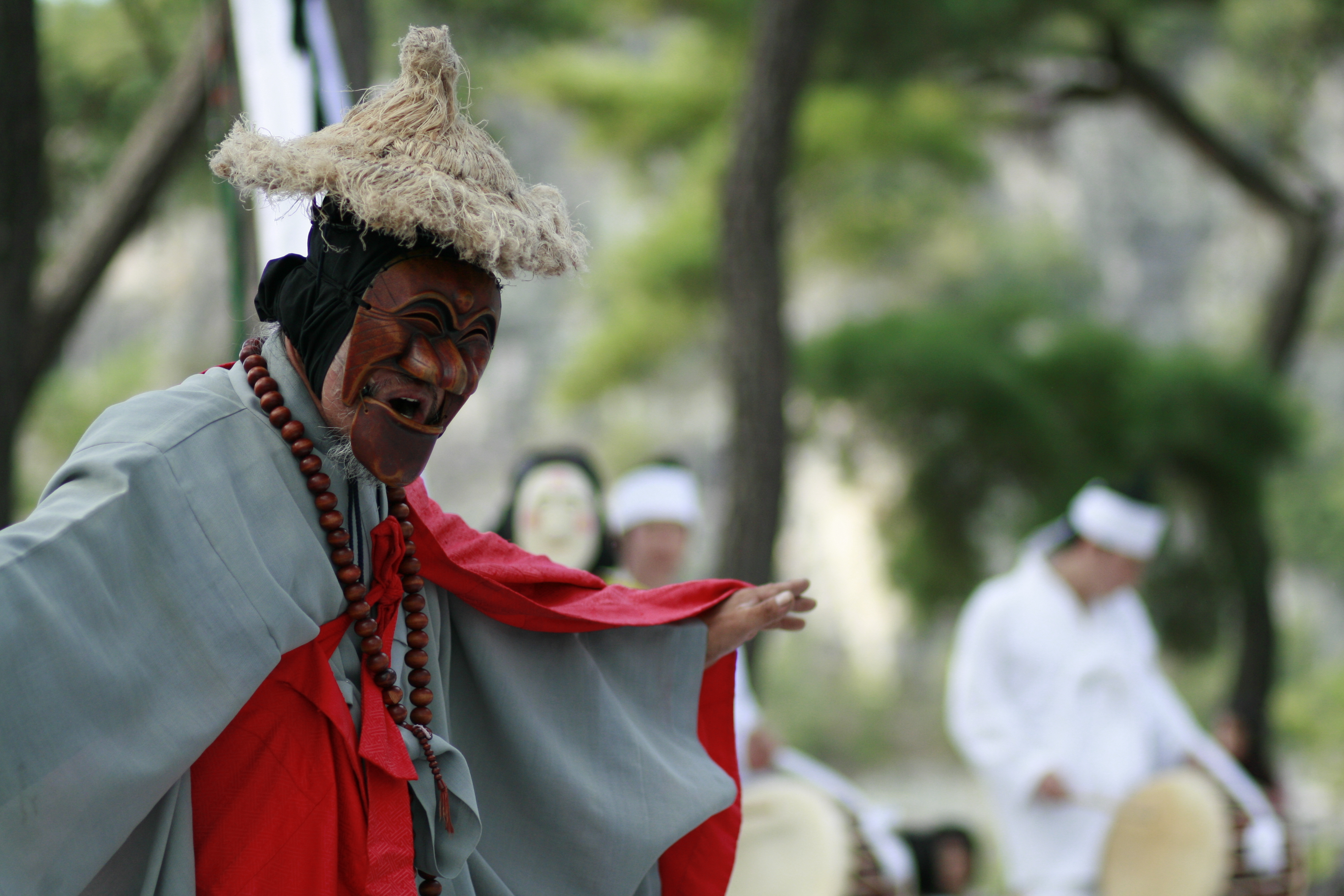
Танець масок у селі Хахве, Республіка Корея

Подієвий туризм (англ. event tourism) – це одночасно область дослідження та глобально значимий сектор економіки. На рівні дестинації, подієвий туризм означає розроблення та маркетинг запланованих заходів як туристичних атракцій. На рівні окремих заходів, подієвий туризм — це прийняття маркетингової орієнтації на залучення туристів, іноді як додатковий сегмент, інколи ж і як основний бізнес. З точки зору попиту, подієвий туризм означає схильність до поїздок для відвідування заходів як відданими подієвими туристами, які мотивовані подорожувати заради конкретних заходів, так і іншими туристами, які відвідують заходи, перебуваючи далеко від дому.

## Категорії подій у туризмі
Є чотири основні категорії запланованих заходів у контексті подієвого туризму, включаючи основні місця проведення, пов'язані з кожною з них.
Ділові заходи (або сектор MICE) потребують конференц-центрів та виставкових центрів, включаючи численні невеликі приватні вечірки та заходи, що проводяться в ресторанах, готелях або на курортах.
Для спортивних заходів також потрібні спеціальні об'єкти, включаючи спортивні парки, арени та стадіони.
Фестивалі та інші культурні свята меншою мірою залежать від об'єктів та можуть використовувати парки, вулиці, театри, концертні зали та всі інші громадські чи приватні майданчики.
Розважальні заходи, такі як концерти, зазвичай проводяться приватним сектором у різних місцях.
За масштабом події поділяются на:
- мегаподії – це заходи, які приваблюють величезну кількість відвідувачів, такі як Олімпійські ігри, чемпіонати світу тощо, і вже давно пов'язані зі створенням іміджу спільноти, що приймає;
- визначні події – це великі разові або повторювані заходи обмеженої тривалості, розроблені в першу чергу для підвищення поінформованості, привабливості та прибутковості туристичної дестинації;
- місцеві події – це невеликі заходи/

| Культурні свята                                                | Мистецтво та розваги                             | Приватні події                                                 | Спортивні змагання                |
| -------------------------------------------------------------- | ------------------------------------------------ | -------------------------------------------------------------- | --------------------------------- |
| Фестивалі Карнавали Релігійні та пам'ятні події                | Концерти Церемонії нагородження Виставки Ярмарки | Весілля Вечірки Соціальні заходи                               | Аматор/професіонал Глядач/учасник |
| Політично-державні заходи                                      | Навчально-наукові події                          | Бізнес та торгівля                                             | Рекреаційні заходи                |
| Саміти Королівські заходи Політичні заходи VIP візити Конгреси | Конференції Семінари Воркшопи                    | Зустрічі Конференції Споживчі та торгові вистаки Ярмарки Ринки | Спортивні та розважальні ігри     |

### Популярні типи подієвих заходів у туризмі[4]
1. Релігійні події. Подорожі з метою відвідування релігійних заходів зросли в усьому світі. В даний час різні типи релігійних свят приваблюють все більше людей до подій та місць пов’язаних з паломництвом, святинями, церквами, каплицями чи певним традиційним святкуванням. Релігійний туризм можна визначити як поїздки, мотивовані частково або виключно релігійними факторами, де туристи обслуговують різноманітну типологію релігійних свят з точки зору особливостей, цінностей, поведінки та моделей витрат лише для того, щоб помолитися або для того, щоб висловити свої культурні цінності щодо конкретної події чи місця. Таким чином, інколи релігійні інтереси збігаються з культурними, рекреаційними та освітніми мотивами, стаючи тісно пов’язаними з культурним туризмом та туризмом спадщини. Крім того, релігійні заходи стали головною туристичною привабливістю, поступово приєднуючись до рекламних пропозицій кількох основних напрямків як спосіб посилити конкурентоспроможність місць, підкреслюючи їх унікальність.

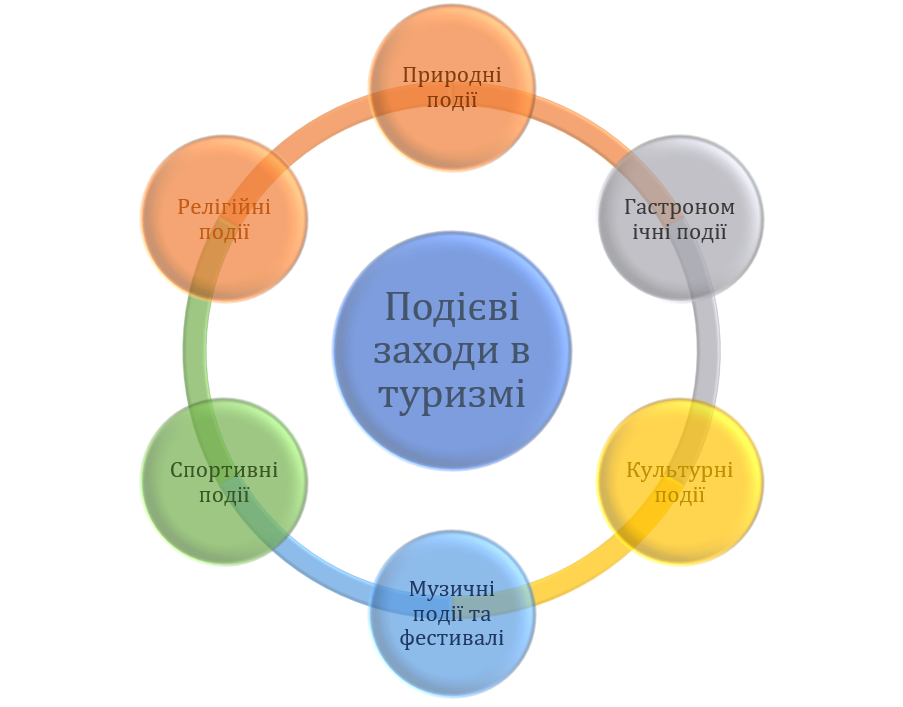
Типи заходів у подієвому туризмі

2. Типи заходів у подієвому туризміПриродні події. Основна мотивація для подорожі з метою відвідування природного середовища – це тісне спілкування з природою та дикою природою і водночас відпочинок, відрив від повсякденної рутини, щоб насолодитися природними ландшафтами та іншими ресурсами, які в цілому створюють привабливість природного середовища. Таким чином, природний туризм можна визначити як подорож, мотивовану контактом із незабрудненими природними територіями, де мандрівники милуються, вивчають та насолоджуються пейзажем, флорою та/або фауною. Рівень екологічних активів місця впливає на характеристики туристів, які його відвідують, що явно впливає на мотивацію мандрівників відвідати події, пов’язані з природою. Крім того, екотуризм або природний туризм є сферою швидкого зростання, оскільки він обіцяє модель сталого сільського розвитку для сільської місцевості з важливими екологічними ресурсами. У конкретній сфері подій і природного туризму відвідувачі можуть бути сегментовані на основі їх типології та ступеня залученості до екологічних цінностей.                                                                                                                                                                         Розглядають класифікаційну схему з чотирма групами, заснованими на рівнях мотивації та поведінки:                                                                                                 (1) сильний ступінь причетності до природи, наприклад, відновлювачі, науковці, освітяни та люди, пов’язані з навколишнім середовищем                                                                                                                                                                                                    (2) туристи орієнтовані на природу, стосується людей, які подорожують до природоохоронних територій, які мають велике екологічне значення, або для того, щоб взяти участь у місцевих звичаях і ритуалах, або зрозуміти місцеву історію                                                                                                                    (3) туристи, які приєднуються до природних місць, відвідуючи відомі ландшафти та природні чудеса                                                                                                       (4) випадкові природні туристи, визначені як люди, які своєчасно контактують з природою під час відпустки.
3. Гастрономічні події. Гастрономічний туризм стає сферою швидкого зростання в туристичній сфері, оскільки діяльність, пов’язана з їжею, додає цінності місцям, забезпечуючи привабливість для відвідувачів, наприклад, їжу та унікальний досвід дегустації в місці призначення. Наприклад, відвідування виробників продуктів харчування, фестивалів їжі, ресторанів і конкретних місць, де дегустація є першою причиною подорожі, є досить популярним. Також можна зауважити, що гастрономічний туризм є типовим для місць, де відвідувачі можуть споживати унікальні продукти, та де продукти харчування можуть використовуватися для представлення іміджу місця та визначення його характеру. Кулінарна діяльність є однією з найміцніших основ, на яких базується індустрія туризму, і є дуже важливою для вивчення та розуміння ставлення туристів до місця призначення для розробки успішних гастрономічних маршрутів. Для певних груп людей місцева та кустарна їжа може бути пов’язана з культурними маршрутами, що робить її однією з форм спадщини, яку можна інтегрувати як туристичний ресурс.                                                                                                                               Припускають існування двох типів гастрономічних туристів щодо їхнього ставлення та уподобань до місця призначення:                                                              (1) рекреаційні та розважальні                                                                                                                                                                                                                      (2) екзистенціальні та експериментальні.                                                                                                                                                                                     Перші вважають за краще уникати ризиків і їсти у відомих місцях, тоді як другий тип активно шукає альтернативну їжу та нові враження в місці призначення. Отже, гастрономія може передати унікальний досвід для задоволення відвідувачів, покращити загальний досвід і бути найбільш незабутньою частиною подорожі.
4. Фестивалі та музичні івенти. Музичні фестивалі можна розглядати як музичні тематичні вечірки. Музичні фестивалі визначають як події, під час яких музика є ключовою частиною заходу та цінностей, які передаються, і часто супроводжуються іншими заходами, пов’язаними з основною темою фестивалю, крім музики. Досліджуючи фестивалі в контексті туристичного маркетингу, слід підкреслити його внесок у глобальний розвиток туристичного напрямку. Однак, здається, немає унікальної характеристики, яку можна простежити у всіх фестивалях, головним чином тому, що кожен з них може підтримувати відмінний підхід, заснований на їхньому масштабі, характеристиках, благодійному чи комерційному характері, цілях та інших атрибутів. Незважаючи на це, більшість із них мають спільні характеристики, такі як періодичність, фіксована тривалість і те саме місце проведення в кожному випуску, але особливо орієнтація на певну аудиторію, яка відвідує та/або бере участь. Насправді участь або допомога громадськості є ключовим елементом для отримання прибутку, просування культури та розвитку іміджу бажаного місця.
5. Культурні заходи. У культурних подіях існує важливий і міцний зв’язок між культурою та місцем. У таких заходах архітектурна спадщина та культурні об’єкти є основними складовими для розробки туристичних стратегій, спрямованих на залучення туристів, акцентуючи увагу на культурі. Культурну  подію розуміють як публічне свято, яке може включати танці, кіно, театр, музику, мистецтво та ремесла, серед іншого. Часто наголошують на важливості туристичних мотивів для культурних подій, оскільки вони можуть надати важливу інформацію для майбутніх розробок, наприклад, дозволити програмі адаптуватися до потреб туристів і, таким чином, допомогти підвищити задоволеність відвідувачів і збільшення шансів виправдати або перевершити їхні очікування і таким чином забезпечити лояльність і, відповідно, її сталість у майбутньому. Унікальність культурної події може полягати в кількох факторах, таких як місце розташування, участь відомих акторів у цій галузі або почуття, які виникають від участі. Найчастіше ці заходи об’єднують різноманітні перформанси та виставки в рамках своєї програми, наприклад, найкращих митців у своїй галузі.
6. Спортивні заходи. Дані івенти свідчать про те, що проведення невеликих спортивних туристичних заходів забезпечує економічну цінність території через витрати туристів. У більшості випадків економічні вигоди переважають витрати, враховуючи наявність об’єктів, які використовувалися раніше, і тому, що це приваблює людей, які б не відвідали місце призначення, якби спортивна подія не відбулася. Це швидкозростаючий сегмент з точки зору як індивідуальних, так і колективних видів спорту, завдяки його потенціалу залучення відвідувачів, привернення уваги ЗМІ, а також його економічному впливу. З цієї причини стратегії державних менеджерів дедалі більше спрямовані на заохочення цього виду заходу з найбільшою кількістю учасників і глядачів наскільки це можливо.

## Функції подієвого туризму
Подієвий туризм виконує три основні функції:
- пізнавальна;
- рекреаційна;
- економічна.

Розвитком подієвого виду туризму зацікавлені насамперед місцеві громади, задля залучення якомога більшої уваги до їхньої місцевості. Подія як туристичний ресурс має яскраво виражений мультиплікаційний ефект для конкретної громади та цілого регіону – вона «змушує» розвивати різні сектори туристичної індустрії для ефективнішого використання власного потенціалу (економічна функція). За даними туроператорів, туристи вибирають найбільш популярні масові заходи, які проводяться у певний день з певною періодичністю (рекреаційна функція). Музичні та кінофестивалі, театралізовані шоу, національні свята, освітні заходи виконують важливу пізнавальну функцію. 

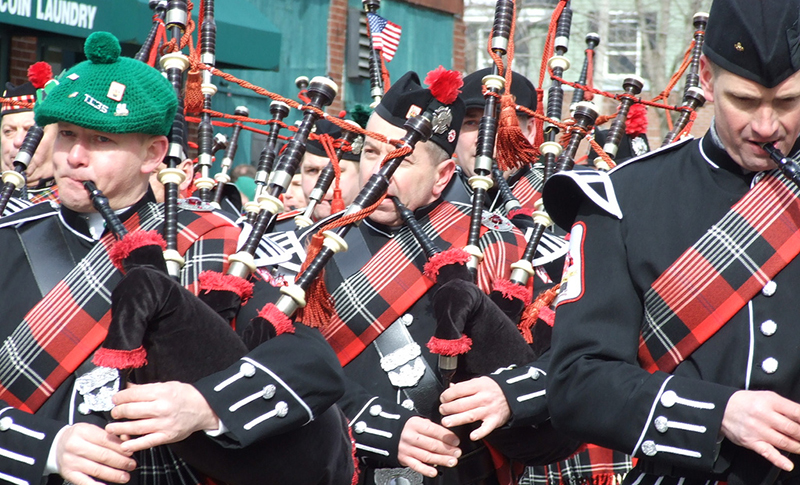
День Святого Патрика, Південний Бостон, США

Тематика подієвого туризму різноманітна:
- спортивні – Олімпійські ігри, чемпіонати світу та континентів;
- релігійні – Сходження Благодатного Вогню на православну Пасху (Єрусалим, Ізраїль);
- мистецькі – Каннський кінофестиваль (Канни, Франція);
- гастрономічні – міжнародний пивний фестиваль «Октоберфест» (Мюнхен, Німеччина);
- політичні – Всесвітній економічний форум (Давос, Швейцарія);
- торгово-економічні – аукціони – Сотбі (Лондон, Великобританія);
- премій –премія «Оскар» (Лос-Анджелес, США) та Нобелівська премія (Стокгольм, Швеція);
- історико-культурні – День Святого Патрика (Дублін, Ірландія);
- модні покази – покази мод у Мілані, Токіо та Нью-Йорку;
- культурно-розважальні – Венеціанський та Бразильський карнавали).

## Ринок подієвого туризму
У 2022 році ринок подієвого туризму накопичив ринкову вартість у 1,5 трильйона доларів США, і, за оцінками, він досягне ринкової вартості в США 2,33 трильйона доларів США до 2033 року, зростаючи зі стабільним CAGR на 4,1% з 2023 по 2033 рік. Північна Америка домінує на цьому ринку завдяки проведенню великих музичних фестивалів, спортивних і культурних заходів.
Попит на подієвий туризм експоненціально зростає, і ключовим рушійним фактором ринку є глобалізація подій разом із обізнаністю споживачів. Значним мотиватором будь-якого туризму є події, і вони займають помітне місце в маркетингових планах і планах розвитку більшості напрямків.
| Оціночна ринкова вартість (2022)      | 1,5 трильйона доларів США  |
| Очікувана ринкова вартість (2023)     | 1,56 трильйона доларів США |
| Прогнозована вартість (2033)          | 2,33 трильйона доларів США |
| Очікувані темпи зростання (2023–2033) | 4,1% CAGR                  |

У сфері туризму для конкурентоспроможності місць призначення заплановані та добре задокументовані події мають велике значення. Попит на подієвий туризм зріс за останні кілька десятиліть і не встановлений як у дослідницькому співтоваристві, так і в індустрії туризму, тому, як кажуть, подальше зростання ринку подієвого туризму в майбутньому різко зросте.
До 90-х років подієвий туризм не був широко визнаний, лише коли Департамент туризму та реклами Нової Зеландії повідомив, що подієвий туризм є значним і швидкозростаючим сегментом міжнародного туризму, цей сектор отримав необхідну увагу. Подієвий туризм визнається всеохоплюючим, тобто добре сплановані заходи є інтегрованим підходом до маркетингу та розвитку. 
| Атрибути              | Ринок подієвого туризму |
| CAGR (2023–2033)      | 4,1% |
| Ринкова вартість 2023 | 1,56 трильйона доларів США |
| Фактор росту          | Прогнозується, що світова індустрія подієвого туризму розвиватиметься найшвидшими темпами, оскільки вона досягне всіх своїх цілей, включаючи просування туризму, рівномірний розподіл попиту на подорожі, подовження традиційного туристичного сезону та залучення як місцевих, так і іноземних туристів. |
| Майбутні можливості   | Події організовуються з урахуванням конкретних цілей, тому стверджується, що ринок подієвого туризму займає основну частку туристичного ринку. |
| Тенденції ринку       | У майбутньому ринок подієвого туризму ще більше розширюватиметься завдяки зростанню знань про майбутні події, їхні розклади, вхідні збори тощо, які проштовхуються через цифрові медіа. |

За типом можна виділити такі сегменти ринку подієвого туризму: музичні фестивалі, спортивні події, культурні фестивалі та бізнес-конференції. Музичні фестивалі домінують завдяки своїй масовості, залученню різноманітних відвідувачів і світовому визнанню.
За формою розміщення: фермерські будинки, оренда котеджів, еко-хатинки і мешкання в сім'ї. Провідною є оренда котеджів завдяки привабливості для туристів, які шукають комфорту та усамітнення.
За віковим критерієм: менше 15 років, 16-25, 26-35, 36-45, 46-55, більше 55 років. Вікова група 26-35 років домінує на ринку подієвого туризму через авантюризм, активний спосіб життя та дохід цих людей.
Подієвий туризм можна розділити на кілька основних видів:
- Культурний подієвий туризм включає в себе відвідування фестивалів, концертів, виставок, театральних вистав та інших культурних заходів.
- Спортивний подієвий туризм включає в себе відвідування спортивних змагань, таких як Олімпійські ігри, чемпіонати світу та інші.
- Бізнес-подієвий туризм включає в себе відвідування конференцій, симпозіумів, виставок та інших бізнес-подій.
- Освітній подієвий туризм включає в себе відвідування семінарів, майстер-класів та інших освітніх заходів.

У кожній країні є свої унікальні події, які приваблюють туристів з усього світу. Наприклад, у Франції популярні такі події, як Каннський кінофестиваль, Паризький тиждень моди та інші. У США популярні такі події, як Оскар, Національний день бургерів та інші. У Китаї популярні такі події, як Фестиваль драконів, Китайський Новий рік та інші.

## Центри подієвого туризму
Основні світові центри подієвого туризму сконцентровані в Європі. Лідерами з організації та проведення різних заходів, що дають можливість реалізації подієвого туризму, є:
- Франція;
- Італія;
- Німеччина;
- Великобританія.

Місто Перуджа в Італії стало «солодкою столицею» світу завдяки щорічному фестивалю шоколаду «EuroChocolate a Perugia». Перуджа – батьківщина компанії «Perugina» (належить компанії Nestlé) – найбільшого в Італії шоколадного виробника. Фестиваль приймає близько мільйона туристів та кількасот італійських і зарубіжних виробників шоколаду. Організатором фестивалю та його натхненником є Еудженіо Гуардуччі, директор знаменитої шоколадної фабрики, який втілив цю ідею зі свого дитинства. Під час фестивалю місто перетворюється на одну велику цукерку, скрізь аромат шоколаду, ярмарки, феєрверки, задіяно масово людей – це ціле шоу. Туристів приваблює й те, що можна придбати оригінальні смаколики, отримати незабутні емоції. Із шоколаду вирізають статуї, будують замки. Окремо виділяється шоколадна косметика, вироблена на основі какао-бобів: губна помада, духи, мило, піна для ванн, шампуні, бальзами для тіла – і все це користується широкою популярністю. Крім святкових гулянь, на фестивалі організовують і десятки серйозних заходів – виставки, лабораторії, уроки кулінарії, лекції по шоколадному майстерності, під час яких можна осягти секрети шоколадоваріння і властивості цього найціннішого продукту. Географічною особливістю центральноіталійського регіону Умбрія, який приймає фестиваль шоколаду, є відсутність виходу до моря, а тому регіон відвідує менша кількість туристів-іноземців. Організація 9-денного фестиваль «EuroChocolate»доводить, що подія збирає навіть більшу кількість туристів, ніж привабливе природне місцерозташування та історико-культурні пам’ятки.

## Перспективні напрямки подієвого туризму
Очікується, що спортивні події займатимуть значну частку ринку.
У 2022 році сегмент спортивних заходів завоював понад 40,2% частки світового ринку. Спорт, імовірно, спричинить певний туризм для різних ігор, але не дуже, тому що багато вболівальників вболівають за команди чи клуби, які розташовані в їхніх рідних містах або поблизу них. Буде значний туризм, створений глядачами, які повинні подорожувати, щоб побачити це наживо на кубки чи чемпіонати, а також на великі події чи види спорту, де беруть участь ті самі люди чи команди в різних регіонах.
Однією з туристичних подій у сфері туризму, яка найбільш швидко розвивається, є спортивна туристична виставка. Було відмічено, що все більше туристів цікавляться спортивними подіями або заходами під час їхньої відпустки. Існує багато різних видів спортивних подій, які приваблюють учасників і вболівальників, включаючи Олімпійські ігри, НБА, IPL, Чемпіонат світу та багато інших. Ця категорія також включає менші заходи, такі як благодійні пробіжки, естафети, а також марафони. Туризм як такий також потребує покращення інфраструктури та інших економічних переваг.
Фізичний канал подієвого туризму з часом збільшить продажі та збільшить охоплення. Це допоможе прискорити загальне зростання ринку, забезпечуючи споживачам безперебійне бронювання та зручність. У 2022 році фізичний канал становив 27,9% світового ринку. Більшість туристів воліють насолоджуватися суттю цих подій через фізичну присутність, а не віртуальні канали і віртуальні події.

## Подієвий туризм в Україні

### Ринок подієвого туризму в Україні.
Починаючи з 2014 р. початку російської агресії проти України, туристична галузь значно знизила темпи розвитку, більшість міжнародних подій перейшли в розряд національних, лише на транскордонних територіях частково повернулися до проведення заходів з міжнародною участю. Пандемія Covid-19 змусила відмовитися від усіх запланованих заходів, а посилення російської агресії взагалі не дозволяє говорити про вітчизняний ринок івент-туризму на даному етапі. Якщо характеризувати взагальному подієвий туризм в Україні однозначно розвивається (по меншій мірі в доковідний та довоєнний період).
На туристичному ринку представлено практично всі типи івентів (спортивні, релігійні тощо), проте в основному вони регіонального та локального рівня. Обмежена кількість подій міжнародного рівня, недостатньо також і національного. Досить популярними в Україні є музичні та гастрономічні фестивалі. Частина з них, хоча і не належить до мега-подій, мають значний потенціал і може вже розглядатися як міжнародні. Значна кількість фестивалів та знакових подій відбувається в кожному з регіонів країни. Наприклад, лише на території Івано-Франківщини у серпні 2019 р. відбулося більше 10 фестивалів. Здебільшого науковці підкреслюють наявність потенціалу для розвитку даного виду туризму в країні та визначають проблеми, які цьому перешкоджають. Очевидно, що найбільша перепона - російська агресія проти України, але зупинимося на тих питаннях, які необхідно буде вирішувати в подальшому:
- відсутність стратегії розвитку подієвого туризму (причина: органи влади не в повній мірі розуміють його значення);
- недостатній розвиток івент-ринку: відсутність кадрів, площадок тощо;
- відсутність взаємодії між стейкхолдерами (турфірма, турбізнес, місцеві громади, органи місцевого самоврядування, держава, туристи);
- потрібен сприятливий інвестиційний клімат;
- розвиток та оптимізація інфраструктуи, щоб вона справлялася з великими потоками туристів;
- низька активність місцевого населення;
- низька ефективність просування івентів на туристичному ринку;
- відсутність єдиного громадського центру івентів тощо.

### Найбільш популярні серед туристів вітчизняні івенти.
Незважаючи на російсько-українську війну, яка практично поклала кінець мега-подіям світового рівня на території України (по причині безпеки туристів), продовжував розвиватися внутрішній івент-туризм.
Досить часто туристичні фірми, ЗМІ самі визначають ТОП-10 чи ТОП-20 заходів, які користувалися попитом:
- UPark Festival (Київ), Тарас Бульба (рок-фестиваль, Дубно), Файне місто (Тернопіль), Бандерштат (с. Рованці, Волинь), TezViz (Дніпро), MRPL City (Маріуполь), Схід-рок (Тростянець, Сумська обл.), ZaxidFest (с. Родатичі, Львівщина), Brave! Factory Festival (Київ), RESPUBLICA FEST (Хмельницький).
- Країна Мрій (с. Пирогово, Київщина), Рок Булава (Переяслав-Хмельницький), Файне місто (Тернопіль), Carpathian Alliance (База відпочинку «Львівська Швейцарія»), Бандерштат (с. Рованці, Волинь), Woodstock Ukraine (Свірзький замок, Львівська область), ZaxidFest (с. Родатичі, Львівщина), Схід-рок (Тростянець, Сумська обл.), Республіка (Камʼянець-Подільський), Трипільські зорі (Черкаси).
- Startup Гоголь (Маріуполь), Холі (Київ), Atlas Weekend (Київ), Фест (Київ), White Nights (Київ), XX Століття Мьюзік Фест (Одеса), Underhill (Підгірʼя, Івано-Франківська область), Рок-Булава (Свидівок Черкаська область), Захід Фест (с. Родатичі Львівська область), Kurazh June. Electro Leto (Київ), Love is ... (Київ), Lesia Granfest (Новоград-Волинський, Житомирська область), Тарас Бульба (Дубно,Рівненська область), Файне місто (Тернопіль), MRPL City (Маріуполь), Бандерштат (Луцьк, с. Рованці), BezVize Festival (Дніпро), Respublica Fest (Камʼянець-Подільський). Strichka Festival (Київ), Джаз пікнік в саду (Київ), Kartuli Fest (Київ), Kaniv Beer Fest (Канів), Ulichnaya Eda Festival (K), Craft Beer & Vinyl Music Festival (Львів), The Glass By Silpo 2021 (Київ), Монгольфʼєра. Мама, я вдома (Київ), Comic Con Ukraine 2021 (Київ), Мамаслет (Київ), Книжковий арсенал (Київ), Carpathian Yoga Fest (с.Ізки Закарпатська область, Зелена хвиля (Одеса) — за версією компанії «Покупон».
- Галицька дефіляда (Тернопіль), Сонячний напій (Ужгород), Середньовічний Хотин (Хотин, Чернівецька обл.), Porta Temporis (Камʼянець-Подільський, Хмельницька обл.), Проводи отар на полонину (Міжгірʼя, Закарпатська обл.), Верховинська яфина (с. Гукливе, Закарпатская область), Гуцульська бриндзя (Рахів, Закарпатська обл.), Берегфест (Берегове, Закарпатська обл.), Золотий гуляш (Мужієво, Закарпатська обл.), Закарпатське Божоле (Ужгород) — за версією жіночого журналу ELLE Україна
Отже, на ринку подієвого туризму відбувається значна кількість подій, які відрізняються за тематикою, форматом проведення, кількістю учасників та іншими показниками. Наскільки кожен з них може стати візитною карткою країни / регіону / дестинації залежить від поданих вище факторів. На даний момент подієвий туризм є найперспективнішим видом туризму на міжнародному рівні, який динамічно розвивається та сприяє залученню споживачів туристичних послуг незалежно від сезону. На жаль, подієвому туризму в Україні не приділяється належна увага, і країна не використовує всі потенціальні ресурси для економічного розвитку пріоритетних районів. Усі заходи позиціонуються лише як культурна, спортивна чи розважальна подія та не асоціюються з підґрунтям для подієвого туризму.